# Ectoedemia leucothorax
Ectoedemia leucothorax là một loài bướm đêm thuộc họ Nepticulidae. Nó là loài duy nhất được tìm thấy ở Costa del Sol in Tây Ban Nha.
Sải cánh dài 5.2–6 mm. Con trưởng thành bay từ tháng 5 đến đầu tháng 7.
The hostplant unknown, but most likely it consists of evergreen Quercus. Chúng ăn lá nơi chúng làm tổ.